# Symphonie diagonale
Symphonie diagonale, anche noto con il titolo tedesco Diagonal-Symphonie, è un film d'animazione astratto del 1925, uno dei due creati dal pittore e regista svedese Viking Eggeling e l'unico arrivato fino a noi.

## Contenuto
Il film, muto e della durata di poco più di 7 minuti, non ha una trama coerente ma è un esempio di cinema astratto, molto in voga tra gli anni Dieci e Venti soprattutto tra gli artisti dada francesi e tedeschi, che avevano trovato nel neonato cinema un nuovo mezzo per sperimentare con la loro arte.
In Symphonie diagonale, vediamo un susseguirsi di forme astratte che, considerando il passato cubista dell'autore, possono essere interpretate in tal senso come elaborazioni di forme legate al mondo della musica: arpe, trombe, tasti di pianoforte, ma anche oggetti di uso quotidiano come pettini o brocche.
La sequenzialità delle forme e delle loro evoluzioni, apparentemente senza senso, è stata studiata da numerosi esperti di cinema, in particolare un connazionale di Eggeling, il regista svedese Gösta Werner, il quale notò delle somiglianze tra i vari movimenti del film e il genere musicale della sonata: in particolare la contrapposizione tra due temi che si sviluppano nel corso della composizione e che tornano alla fine come in una coda.
Symphonie diagonale è composto da 7356 fotogrammi, escludendo le didascalie iniziale e finale, e se proiettato alla velocità standard di 24 fotogrammi al secondo, dura 7 minuti e 40 secondi. La didascalia iniziale recita SYMPHONIE DIAGONALE PAR VIKING EGGELING, mentre la finale semplicemente FIN.

## Produzione
Viking Eggeling iniziò ad interessarsi al cinema a partire dal 1922, dopo la rottura del sodalizio artistico con Hans Richter, quando si stabilì definitivamente a Berlino. Symphonie diagonale è il secondo progetto cinematografico di Eggeling, iniziato poco dopo la conclusione di un altro film, più lungo, intitolato Horizontal-vertikalorchesters (Orchestra orizzontale-verticale) oggi perduto. Eggeling non era soddisfatto del risultato ottenuto con questa prima pellicola, realizzata in solitudine con una macchina da presa e un proiettore a manovella tra mille problemi tecnici, e decise così di creare un secondo film.
Per facilitarsi il lavoro decide di assumere come assistente una studentessa ventenne conosciuta durante una visita al Bauhaus di Weimar: Meta Erna Niemeyer (in seguito moglie del poeta Philippe Soupault e diventata una fotografa con il nome d'arte di Ré Soupault). I due iniziano così il lavoro a Symphonie diagonale nell'estate del 1923. Grazie alla modesta fama che l'artista aveva nella scena artistica berlinese, il film ottenne anche il supporto della ditta di macchine da presa Ascania-Werke.
Il film è realizzato interamente con la tecnica di animazione stop-motion, e le figure che appaiono sullo schermo erano fatte di carta stagnola, ritenuta più resistente e funzionale della carta.

## Accoglienza
Completato nell'autunno del 1924, il film fu inizialmente proiettato il 5 novembre di quell'anno, in una proiezione privata destinata solo ad amici e conoscenti dell'autore. La prima proiezione pubblica risale invece al 3 maggio 1925, nel corso di una matinée di film sperimentali organizzata dal Novembergruppe (associazione di artisti d'avanguardia di cui lo stesso Eggeling faceva parte) e dalla UFA, casa cinematografica tedesca. Viking Eggeling non presenziò all'evento: da qualche tempo era ricoverato all'ospedale St. Norbert di Berlino, dove morì il 19 maggio per angina settica.
Symphonie diagonale ricevette nel complesso critiche positive nelle riviste d'avanguardia. Un esempio è la recensione di Adolf Behne nella rivista Das Kunstblatt, composta in occasione della proiezione privata del film: il critico definisce il film "un'inevitabile sinestesia, a cui i nostri sensi non sono ancora abituati" e "musica da carpire con l'occhio e non con l'orecchio". La stessa rivista, però, destinò un altro critico, Willi Wolfrad alla recensione della proiezione pubblica, non altrettanto favorevole: Wolfrad definì Symphonie diagonale "un processo senza spazio e senza ritmo, un'agglomerazione poco interessante, in nessun modo sinfonica e che non si alza né si abbassa mai ritmicamente".
L'unica altra critica negativa degna di nota al film è quella di Lisbeth Stern su Sozialistische Monatshefte, secondo cui Symphonie è "un film solo nel senso lato della parola, che non supera mai lo spessore del foglio di carta da cui è tratto".
Il valore dell'opera di Eggeling, e in un certo senso l'artista stesso, fu riscoperto solo nel secondo dopoguerra, anche grazie all'aiuto dell'ex collega Hans Richter, che più di tutti aveva contribuito in precedenza a mettere in ombra il timido svedese con la sua personalità esuberante.

## Analisi
Per comprendere Symphonie diagonale è necessario conoscere la produzione precedente di Viking Eggeling, che come molti altri artisti del movimento astrattista degli anni 10 anelava a un nuovo metodo di espressione artistica, che non fosse vincolato a una fissità come lo erano all'epoca le arti figurative. Nel corso degli anni a Parigi, Eggeling iniziò a sperimentare con i rotoli (o rulli) pittorici, dei lunghi papiri ottenuti incollando insieme più fogli di carta, nei quali una forma astratta che aveva per base una linea si evolveva progressivamente leggendo il foglio da sinistra a destra. La volontà di Eggeling di creare un disegno che veramente si muovesse lo portò a rivolgersi al cinema, come l'artista specifica nell'unico manifesto autografo da lui pubblicato, intitolato Principi teorici dell'arte del movimento (titolo originale Elvi fejtegetések a mozgámüvészteről) pubblicato originariamente in lingua ungherese all'interno della rivista Ma nel 1921.
La traduzione italiana del paragrafo è quella di Paolo Bertetto, basata su quella tedesca di Hans Richter pubblicata nella rivista De Stijl poco dopo l'uscita dell'articolo originale